# Michèle Salmona
Pour les articles homonymes, voir Salmona.
Michèle Salmona (née Micheline Clément le 27 août 1931 à La Marsa et morte le 17 avril 2019 à Paris) est professeur émérite à l'Université Paris-Nanterre et membre du Centre d'anthropologie économique et sociale.
Depuis 1960, elle a consacré ses recherches à la condition des paysans et des artisans en France : leur qualification professionnelle, leur formation, la transmission de leurs savoirs et de leurs modes de vie, mais aussi leur souffrance et la suicidarité en milieu paysan.
Michèle Salmona a également travaillé sur la violence des politiques publiques (en particulier l'aménagement du territoire dans les zones désertifiées) ainsi que sur les représentations et les pratiques de l'argent dans différents groupes sociaux (anthropologie sociale et clinique de l'argent en France).
Parallèlement, elle a théorisé depuis 1977 ses pratiques de recherche-action avec des petits groupes, réseaux, associations de paysans, innovants sociaux, minoritaires actifs. Depuis les années 1960, ces groupes ont pensé et mis en place des alternatives à l'hyper-productivisme dans différentes régions de la France, et lutté contre l'artificialisation du vivant. Enfin, ils ont laissé des traces sociales très importantes dans une nouvelle génération qui a hérité de leur histoire (Jean Pitrau, Daniel Vuillon, Joseph Codel, le réseau des Agathes à Mons, le réseau des Anciens à Bauduen, Madame Fréger...).

## Carrière
Enseignante en psychologie du travail, elle est cofondatrice du CAESAR (Centre d’anthropologie économique et sociale : applications et recherches à Paris X). Elle travaille pendant quinze ans pour le Commissariat général du Plan sur le travail agricole et artisanal et sur le développement régional.
En 1975, elle cofonde R.A.F.A.L. (Recherche Action Formation Audiovisuel) avec Dominique Galatola.
En 1977, elle met en place le groupe interdisciplinaire "Travail et santé dans l’agriculture". Par la suite, à partir de multiples recherches  menées dans l’agriculture et dans l’artisanat, elle monte un enseignement sur les méthodologies d’évaluation des politiques publiques et un enseignement de psychologie sociale du développement.
Elle utilise la méthodologie de la recherche-action. Au cours de ses recherches, elle est amenée à tisser des liens avec des groupes de paysans et cherche à établir un lien de reconnaissance réciproque (rites de passages). Une fois que "l'étranger" (chercheur-intervenant) est accepté, c'est une relation "au long cours" qui commence.
Ses principaux thèmes de recherche sont : le travail avec l’animal, le travail avec le végétal et avec la terre. Elle analyse en particulier les socio-pathologies et autres "coûts humains" qui frappent les familles d'agriculteurs et qui sont, selon elle, en lien avec la modernisation rapide et les politiques d'incitation économique. Elle reprend les concepts d'injonctions paradoxales et de phénomènes de double contrainte développés par l'école de Palo Alto, pour expliquer la souffrance psychique des agriculteurs aux prises à des situations où aucune solution n'est satisfaisante : soit rentrer dans le jeu de la modernisation mais s'exposer du même coup aux lourdes contraintes (endettement, changement d'organisation, fatigue physique et nerveuse, conflits...) qui y sont liées, soit refuser les aides liées à l'incitation et devenir alors des marginaux économiques condamnés à disparaitre à brève échéance.
De 1974 à 1980, Michèle Salmona est amenée à effectuer une recherche-action sur Le travail des maraîchers du Var côtier: culture du maraîchage. À cette occasion, elle rencontre un groupe de maraîchers d'Ollioules qui étaient informés des problématiques d'analyse du travail et des possibilités d'amélioration de ces conduites après analyse de ces dernières. Parmi ces maraîchers se trouvaient Denise et Daniel  Vuillon, futurs créateurs des AMAP en France.
De 1981 à 1987, elle enquête sur l'évaluation de l'impact des plans de développement agricole sur les familles en Loire-Atlantique. Elle suit ces familles avant, pendant et après les six ans du Plan. Les résultats de cette enquête étaient clairs : que les familles réalisent ou non le plan, au moins une dépression se déclarait dans chaque GAEC, et certaines familles comptaient jusqu'à trois dépressions de membres différents. Elle décide alors de recueillir la parole des paysans et réalise un film de "prévention" : Les coulisses de la modernisation.   
La condition des femmes dans l'agriculture est aussi au cœur de ses recherches comme en témoigne son article  « Des paysannes en France: Violences, ruses et résistances » paru dans Les Cahiers du genre en 2003.
Ses travaux sont notamment analysés et cités en référence, par de nombreux intellectuels comme Christophe Dejours, Gaston Pineau, Marc Angenot... et par ses confrères français et étrangers : Christian Bromberger, Dominique Desjeux, Jocelyne Porcher, Françoise Clavairolle, Abigail Gregory, Ursula Tidd, Claire Lamine, Gilles Allaire, Denis Chevallier, Patrice Notteghen, Slimane Bedrani, Anne-Marie Guenin, Gérard Servrière, Pierre Desrochers, Odile Pilley, Véronique Soriano, Florence Burgat...
Elle participe régulièrement à des débats sur les problématiques du monde rural comme ce fut le cas à Marciac (2002) lors des actes de la 8e Université d’été : L’ agriculture entre contrat et contrôle .
Pour la formation de conseillers à Etcharry, elle utilise le film Cochon qui s'en dédit, réalisé par Jean-Louis Le Tacon, sous la direction de Jean Rouch qui a obtenu le Prix Georges Sadoul en 1980 et le premier prix du festival du film du monde rural organisé par le Ministère de l'agriculture.

## Ouvrages
- Les paysans français : Le travail, les métiers, la transmission des savoirs, Editions L’Harmattan, 1994 (lire en ligne).
- Souffrances et résistances des paysans français, Editions L’Harmattan, 1994 (lire en ligne).

## Rapports de recherche
- Une communauté d'artisans alsaciens devant la modernisation. Aspects psychologiques, Centre de productivité d'Alsace, Association française pour l'accroissement de la productivité (AFAP), 1966
- Aspects psychologiques du développement de la Haute-Soule, Comité d'expansion de Tardets (Pyrénées-Atlantiques), AFAP, 1967
- L'évaluation de la diffusion de modèles d'exploitation sur les potentialités agricoles du plateau du Colombier en haute-Ardèche. Analyse de trois cents dessins et rédactions sur les représentations et pratiques de cent jeunes adolescents agriculteurs concernant la nature, le travail avec les animaux et le verger, rapport de recherche, SUAD de Privas, Ardèche, 1969-1970
- Psychologie du petit entrepreneur, thèse de doctorat du 3° cycle de psychologie économique, Paris VII, 1970
- Avec Henry Devries, Un homme au travail. Résultats d'une étude exploratoire de psycho-économie sur le travail et la personnalité de l'éleveur ovin, CAESAR, université Paris X-Nanterre, 1972
- L'agenda comptabilité-enregistrement de temps de travaux : évaluation d'un outil, en collaboration avec Bernadette Richard, centre de gestion de Gap, SUAD de Nîmes, CAESAR, 1973
- Avec F. Boissard et P. Higelé, Le travail du moutonnier, CAESAR, université Paris X-Nanterre, 1975
- L'homme et la vache, Institut technique bovin (ITEB)-CAESAR, novembre 1978
- Questions sur la qualification dans l'agriculture, Assemblée permanente des chambres d'agriculture (APCA) CAESAR, 1978
- L'installation des jeunes éleveurs bergers et chevriers, 20 monographies régionales dans 4 zones désertifiées, Institut technique ovin caprin (ITOVIC), CAESAR, 1978
- Métis, paradoxe, qualification ou expropriation de l'intelligence de la production; les avatars de la vulgarisation scientifique et technique dans l'agriculture, texte théorique rédigé dans le cadre de la recherche sur les qualifications dans l'agriculture, CAESAR/APCA, 1978
- Jardins maraîchers, travail du maraîcher sur le littoral est et ouest-varois, avec Beltrame G., Higelé P., Paris, CORDES, 1980
- Avec Coedel, de Renou, Le Bihan, Éléments de réflexion et d'analyse sur les coûts humains de l'incitation économique en agriculture-Exemple des plans de développement en Loire-Atlantique, rapport de recherche, CAESAR, Paris X-Nanterre, 1984
- Appareil d'État-politiques de développement et familles en développement. La souffrance des familles dans les organisations et les politiques de développement/l'incitation économique au quotidien/les coûts humains de l'incitation économique en agriculture. Méthodologie de l'évaluation de l'impact des actions publiques d'incitation économique sur les familles de travailleurs indépendants, rapport de recherche, CAESAR, université Paris X-Nanterre, printemps 1987
- Évaluer les politiques publiques d'incitation économique: les coûts humains de l'incitation chez les travailleurs indépendants, rapport de recherche, CAESAR, université Paris X-Nanterre, 1987
- Jeux et enjeux des cartes bancaires, rapport de recherche CAESAR, ministère de l'Économie et des Finances, Direction générale de la consommation, Groupement des cartes bancaires, juin 1990
- Évaluation d'une action de formation au maniement du magnétoscopage avec des agricultrices bretonnes adhérentes de la confédération paysannes, rapport pour l'ONG femmes et changement. 1999

## Articles et communications
- « Langages et coûts mentaux du changement social », Éducation permanente, no 21,‎ novembre-décembre 1973.
- « La culture économique et technique face au développement », Formation et développement, Options méditerranéennes, no 21,‎ 1974 (lire en ligne).
- « Des outils pour la formation techno-économique », Éducation permanente, no 24,‎ juin 1974 (lire en ligne).
- « Composantes affectives et cognitives du travail et innovation », la diffusion des innovations en milieu rural, no 40,‎ 1975 (lire en ligne).
- « Les corps sociaux et les corps au travail », Les femmes en milieu rural: leur formation, leur avenir, no 51,‎ novembre-décembre 1976.
- Communication "Psychologie de l'éleveur et du maraîcher", au premier colloque d'ethnosciences, Paris, CNRS, novembre 1976.
- « Les femmes et le travail avec le vivant: des qualifications invisibles », Les femmes et l'élevage, no 32,‎ 1976 (lire en ligne).
- « Diffusion des innovations, analyse structurale du discours et pronostic des conduites socio-psycho-économiques », Evaluation des projets professionnels, Connexions,‎ juillet 1977.
- « Une prévision pour aménager le présent", dans points de vue sur la formation dans l'agriculture », Éducation permanente, no 37,‎ janvier-février 1977.
- « "Croissance de l'entreprise et maladie de la famille », La famille et la maladie, Le groupe familial, no 5,‎ 1977.
- « Introduction de l'Aménagement de l'espace et crise d'identité », Connexions, no 16,‎ 1978.
- « Vivre sans travailler, travailler sans vivre. Production de force de travail et paradoxe dans les familles d'exploitants agricoles », Le groupe familial, no 85,‎ décembre 1978.
- L'intelligence économique: paradoxe et intelligence de la ruse, septembre-octobre 1979, chap. 67.
- Les composantes affectives et cognitives du travail d'éleveur et de maraîcher : Ergonomie et amélioration des conditions de travail en agriculture (actes du colloque de Rodez de 1977), Toulouse, IRACT, 1979.
- « Le travailleur et le travail agricole (le système homme/animal, homme/plante) », Présent et futur de la psychologie du travail, actes du premier congrès de psychologie du travail en langue française des 13/16 fév. 1980, EAP,‎ 1980.
- ouvrage collectif, « Travail, fatigue, imaginaire-Les paradoxes dans la famille et les réactions des femmes », Equilibre ou fatigue par le travail, EME, Société française de psychologie,‎ 1980.
- « Pensée sociale, théories implicites, stratégies, imaginaire et action », Formation des agriculteurs et apprentissages de la décision, actes des journées d'études du 21 janvier 1981, Dijon, INPSA-INRAP-INRA,‎ 1981.
- « Pensée sociale, pratique techno-économique des petits paysans et encadrement agricole (1960-1980)", premier colloque d'anthropologie, 1981 », Milieux naturels, techniques, rapport sociaux, CNRS,‎ 1982.
- « Apprentissages précoces, imaginaire et technique", actes de la table ronde », Technologie culturelle d'Ivry, no 1,‎ janvier-juin 1983.
- « Putain, petite fille rebelle ou belle au bois dormant », Les femmes et la terre, no 7,‎ automne 1982 (lire en ligne).
- « Qu'est-ce fait courir la petite agriculture? Femmes et néo-ruraux », Nouvelles technologies pour quels changements ?, EPI, no 35,‎ 1982 (lire en ligne).
- Le gai savoir des maraîchers, le vivant animalier et la transmission des savoirs et savoir-faire: algorithme, mimésis, phorie, colloque d'ethnologie et de sociologie sur les savoirs et savoir-faire populaires, Nantes, 9 juin 1983.
- « Cultures techniques de l'élevage et du maraîchage; objectifs pédagogiques, types d'apprentissages, division sexuelle du travail et formation d'adultes », Communautés européennes, Direction de la formation professionnelle, séminaire sur le développement des ressources humaines dans les régions méditerranéennes à prédominance rurale, Rome,‎ 23 et 25 mars 1983.
- « Analyse des tâches, division sexuelle du travail et fatigue », congrès méditerranéen de sociologie rurale, Troina (Sicile),‎ 1983.
- « Pédagogie de la technique-développement-analyse du travail, bilan de quatre recherches/actions 1966-1981:La Haute-Soule, le plateau ardéchois de colombier, le travail des maraîchers du var, le travail du moutonnier », Insularité et développement, université de Corte,‎ septembre 1983.
- Réunion technologie/emploie/travail. Programme mobilisateur, recherche sur l'emploi et l'amélioration du travail, ministère de l'Agriculture, 1984.
- « Autonomie et techniques en agriculture : L'épopée familiale, les modèles d'identification dans la transmission et la création des systèmes techniques autonomes. », CEPS, CREA, L'Autonomie sociale aujourd'hui, Presses universitaires de Grenoble,‎ 1985 (lire en ligne).
- Raison - Mètis : Le travail avec le Vivant, la Nature (lire en ligne).
- « Sociopathologie du développement: la face cachée du développement-paupérisation mentale, affective, culturelle et développement », La pauvreté dans le monde rural, L'harmattan,‎ 1986.
- « Silences, dissonances, dissidences », Le monde rural remis en culture, Pour, no 101,‎ mai-juin 1985.
- « L'Échappée belle ou la mobilisation générale des femmes dans l'agriculture », La sortie du travail invisible: les femmes dans l'économie, Tiers monde, no 102,‎ juin 1985.
- « Le travail agricole, un espace liminaire et nocturne des qualifications. Les mécanismes de transmission et d'acquisition des savoirs et savoir-faire techniques, un analyseur des rapports sociaux de sexe dans la société » (actes du colloque de l'Unesco des 23, 24, 25 janv. 1985), Enseignement agricole et formation des ruraux, Agrinathan International,‎ 1985.
- « Autonomie et techniques en agriculture:l'épopée familiale, les modèles d'identification dans la transmission et la création des systèmes techniques autonomes-Le ménage: échange et réciprocité", actes du colloque CEPS/CREA de Biviers, nov. 1983 », L'autonomie sociale aujourd'hui, PUG,‎ 1985.
- « Risques et fantasmatiques chez l'éleveur", pour le colloque de psychopathologie du travail, Ecole polytechnique, 21 sept. 1984 », Psychopathologie du travail, EME,‎ 1985.
- « L'éducation non formelle chez les enfants d'éleveurs français », Production pastorale et société, no 18,‎ 1986, p. 149-167 (lire en ligne).
- « La mémoire du futur: L'ASAM et J.Pitrau, une utopie réaliste de l'espace pastoral, une autonomie de pensée et d'action, une légitimation des cultures techniques des éleveurs : Stratégies de survie de la société rurale; continuité et mutation », congrès européen de la sociologie rurale, Braga (Portugal),‎ 1-4 avril 1986.
- « Anthropologie psychologique, cognitive et clinique du travail agricole: méthode et concepts, pédagogies de la technique, recherche/action » (colloque "Vie, travail et santé en agriculture"), IRACT, Toulouse,‎ 20-21 mars 1986 (lire en ligne).
- « Concepts, mécanismes et écoles qui fondent une microsociologie des rapports sociaux de sexe et de génération chez les petits collectifs de travail/famille de travailleurs indépendants", colloque "Diversification des modèles de développement ruraux" », ministère de la recherche,‎ 17-18 avril 1986.
- « Questions d'épistémologie, d'éthique et d'action/formation sur le travail avec la nature et les travailleurs de la nature et du vivant", colloque "diversification des modèles de développements ruraux" », ministère de la recherche,‎ 17-18 avril 1986.
- « Méthodologie de l'évaluation interdisciplinaire de l'impact des politiques publiques dans l'agriculture et approche sociologique de la prise de riques dans les familles en développement", colloque "Campagnes de l'Europe" », université Lyon II, CAESAR, Paris X-Nanterre,‎ 28/30 sept. 1988.
- « L'expression identitaire collective des femmes dans les fêtes et visages de sainte Maxime et sainte Agathe dans le théâtre de dérision", colloque CIMA sur les femmes agricultrices de l'Europe de l'Est et de l'Ouest, Budapest, 1987 », Agricultural Newspaper Museum, Prague,‎ 1988.
- « Méthodes d'expression, de remémorisation, d'épiphanisation des comportements matériels et symboliques des acteurs dans la recherche, l'intervention en psychologie sociale et pédagogie des adultes", 10e congrès mondial de l'association mondiale science de l'éducation, "Innovations scientifiques et technologiques et éducation pour le monde de demain" », CAESAR, Prague,‎ 28 août-1 sept. 1989.
- « Le refoulé de la modernisation du développement et le culte des saints » (dossier TTS), Technique, territoires, liens et lieux,‎ 8/9 sept. 1989 (lire en ligne).
- « Vous avez dit "Heliotrope blanc"? La culture des sens, cela n'a rien à voir avec le luxe, mais avec le raffinement. : À la recherche d'une éducation esthétique : rudiments, affinités, enjeux. », Les Cahiers du CERFEE, université Paul-Valéry, Montpellier III, no 17,‎ 2001 (lire en ligne).
- « Histoire professionnelle avec les travailleurs de la nature : anthropologie sociale clinique et formation d'adultes », Éducation Permanente, no 148,‎ mars 2001 (lire en ligne).
- « Agriculture, souffrance intensive », Santé et Travail, no 38,‎ 2002 (lire en ligne).
- « Des paysannes en France: Violences, ruses et résistances]", dossier: La violence, les mots, le corps », Cahiers du Genre (CNRS, IRESCO), no 35,‎ 2003 (lire en ligne).
- « Les champs de la souffrance », Travail et Santé, no 38,‎ 2003 (lire en ligne).
- « Débat concernant le projet de loi d'orientation agricole », Conseil national du développement durable,‎ mars-avril 2005 (lire en ligne)
- « Dépressions et suicides dans le monde des petits paysans », Rhizome (Bulletin national santé mentale et précarité, no 28,‎ octobre 2007 (lire en ligne)
- « Anthropologie sociale et clinique des pratiques de l'argent en France »(Archive.org • Wikiwix • Archive.is • Google • Que faire ?), Travailler.
- Clot Y. (dir.), « Une pensée de l'action avec la nature et le vivant : la Mètis et Jean-Pierre Vernant », Ères, Toulouse,‎ 2010.

## Filmographie
- 1972 : Film sur les adolescents et la préparation du fromage de brebis à la Pierre Saint-Martin (Pyrénées-Atlantiques), de P et M. Salmona
- 1975 : Les éleveurs basques de Soule
- 1975 : Film vidéo réalisé par le Syndicat agricole de l'Ouest varois sur la domination par la chimie en agriculture
- 1976 : Les néoruraux des Millevaches
- 1976 : Terres déchirées
- 1978 : Les marginos sont là de D. Gatola et M. Salmona
- 1980 : La relation-situation de la femme et de la vache dans la traite de C. Lebleu, M. Salmona
- 1984 : Corps à cornes de Véronique Soriano
- 1987 : Les coulisses du développement[12]
- 1989 : Utilisation dans R.A.F.A.L. (Recherche Action Formation Audiovisuel) de D. Galatola
- Utilisation de Cochon qui s'en dédit[13] de Jean-Louis le Tacon